# (17670) Liddell
(17670) Liddell est un astéroïde de la ceinture principale.

## Description
(17670) Liddell est un astéroïde de la ceinture principale. Il fut découvert par Takeshi Urata le 8 décembre 1996 à l'observatoire de Nihondaira. Il présente une orbite caractérisée par un demi-grand axe de 2,78 UA, une excentricité de 0,083 et une inclinaison de 2,4° par rapport à l'écliptique.
Il fut nommé en hommage à Alice Pleasance Liddell (1852-1934) qui était la jeune fille alors âgée de 10 ans pour qui Lewis Carroll écrivit Les Aventures d'Alice au pays des merveilles. Ce nom fut suggéré par J. Meeus.

## Compléments